# Aeroportul Nondalton
Aeroportul Nondalton (IATA: NNL, ICAO: PANO, FAA LID: 5NN) este un aeroport din Alaska, Statele Unite ale Americii ce deservește zona Nondalton⁠(d). Aeroportul a fost tranzitat în 2019 de 2.594 de pasageri. A fost numit după zona deservită.
Situat la o altitudine de 96 m, aeroportul dispune de 1 pistă. Este operat de Alaska Department of Transportation & Public Facilities⁠(d).

## Infrastructură

### Piste
Aeroportul dispune de o singură pistă. Pista 02/20 are suprafața de pietriș și dimensiunile 2.800 picioare × 75 picioare. 